# Mario Party: Star Rush
Mario Party: Star Rush (マリオパーティスターラッシュ?, Mario Pāti Sutā Rasshu) è un videogioco party sviluppato da NDcube e pubblicato da Nintendo. È il quattordicesimo capitolo della serie Mario Party, il secondo ad essere stato pubblicato per la console Nintendo 3DS (dopo Mario Party: Island Tour) e a supportare l'uso degli Amiibo. Presentato per la prima volta al Nintendo Treehouse dell'E3 2016 di Los Angeles, il gioco è uscito il 7 ottobre 2016 in Europa ed è stato distribuito in Australia e in Giappone nel corso dello stesso mese e il 4 novembre 2016 in Nord America.

## Modalità di gioco
Il gameplay di Mario Party: Star Rush si differenzia molto da quello dei suoi predecessori. Difatti, per la prima volta nella serie Mario Party, non ci sono turni, i tabelloni non sono più percorsi dagli spazi ed i giocatori potranno muoversi liberamente nelle caselle dopo il tiro dei dadi. Oltre ai classici minigiochi, ci sono 7 modalità di gioco:
- Lotta dei Toad (da 1 a 4 giocatori): in questa modalità i giocatori vestono i panni di 4 Toad, entrambi di colore diverso (blu, rosso, giallo e verde), e devono gareggiarsi tra di loro per raggiungere il maggior numero di stelle. Durante la partita, potranno trovare dei personaggi tratti dal mondo di Mario che si uniranno a loro per aiutarli.
- Monethatlon (da 1 a 4 giocatori): in questa modalità l'uso dei dadi è assente ed i personaggi del gioco gareggiano tra di loro in dei minigiochi casuali per raggiungere il maggior numero di monete. Vince chi arriva per primo al traguardo del tabellone dopo 3 giri.
- Corsa ai palloncini (da 1 a 4 giocatori): questa modalità assomiglia molto alla Lotta dei Toad, ma con la differenza che sarà possibile usare tutti i personaggi del gioco. Chi riesce a raggiungere il maggior numero di stelle e di monete entro 20 giri, vince la partita.
- Tipi da concerto (da 1 a 4 giocatori): in questa modalità i giocatori devono suonare degli strumenti usando il touchscreen. Le musiche riprodotte provengono da Super Mario Bros., Super Mario World, Super Mario Galaxy e Super Mario 3D Land.
- Avanti e indietro (da 1 a 2 giocatori): in questa modalità saranno necessari gli Amiibo. Per assicurarsi la vittoria, i giocatori dovranno riuscire a raggiungere il traguardo del tabellone prima dell'avversario.
- Blocchi Boo (da 1 a 2 giocatori): in questa modalità i giocatori devono ottenere il maggior numero di punti unendo dei blocchi che cadranno sullo schermo. Se si giocherà in singolo, si potrà affrontare solo Boo.
- Fulmina-torre (1 giocatore): in questa modalità il giocatore deve scalare una torre composta da blocchi. Una volta scalati questi assumeranno quattro colori differenti: il blu (che indica che la scalata sarà sicura), il giallo, il rosso e il viola (che indica che il giocatore è vicino a dove si nascondono uno, due o tre Amperini, nemici provenienti da Super Mario Galaxy). Se l'Amperino colpirà il giocatore, la partita si chiuderà con un Game Over.

## Personaggi
I personaggi giocabili sono 12, di cui 1 sbloccabili:
- Mario
- Luigi
- Peach
- Daisy
- Yoshi
- Toad (verde, blu, giallo e rosso)
- Toadette
- Wario
- Waluigi
- Rosalinda
- Donkey Kong
- Diddy Kong (sbloccabile conquistando 82.500 gettoni d'oro)